# Шахтинский троллейбус
Шахти́нский тролле́йбус — троллейбусная система города Шахты. Открытие троллейбусного движения состоялось 30 сентября 1975 года. Максимальная длина контактной сети достигала 50,5 км в однопутном исчислении. Закрыт в 2007 году в связи с финансовыми трудностями и общим экономическим упадком в городе.

## История
- 30 сентября 1975 года — Открыта линия от Автовокзала до шахты им. газеты «Комсомольская Правда», по пр. Победа Революции, ул. Садовой, пр. К.Маркса, ул. Шишкина, ХБК. Введены маршруты: № 1 Автовокзал — ХБК и № 2 Автовокзал — ХБК — шахта им. газеты «Комсомольская Правда».
- май 1976 года — Введена линия по пр. Победа Революции до пос. Звездный, открыт маршрут № 3 Автовокзал — Звездный.
- рубеж 1976—1977 — Троллейбусы пошли от Звездного до ул. Шишкина. Маршрут № 2 перенесен с пр. К.Маркса на пр. Победа Революции, маршрут № 3 продлен до ХБК.
- ноябрь 1977 года — Открыта линия от шахты им. газеты «Комсомольская Правда» до Машиносчетной (Артем) по ул. Мичурина.
- 23 августа 1979 года — Открыта линия на завод "Гидропривод", введен кольцевой маршрут № 4.
- 1980 год — Организовано движение по одностороннему кольцу от ХБК до пр. Строителей и по улицам Татаркина и Искра, введен маршрут № 5.
- 1983 год — Маршрут № 2 укорочен до отрезка ХБК — Артем, маршрут № 5 закрыт. Введен маршрут № 6 Автовокзал — Звездный.
- 26 декабря 1983 года открыта линия от Машиносчетной до ДК шахты «Глубокая», по пр. Ленинского Комсомола. Продлен маршрут № 2.
- 1985 год — Маршрут № 6 закрыт.
- 31 августа 1986 года — Открыта линия от пр. Победа Революции до Артема, введен маршрут № 7 Автовокзал — Артем.
- 1994 год  — Закрыт маршрут № 4.
- 1996 год — Маршрут № 4 восстановлен.
- 1997 год — Закрыты маршруты № 2, № 4, № 7. Парк троллейбусов сокращен вдвое.
- 1998 год — Демонтируются линии на Артем и к заводу «Гидропривод».
- 2004 год — Закрыт маршрут № 1.
- 27 октября 2007 — Троллейбусное движение закрыто.

## История маршрутов

### Маршруты № 1 и 3
Первый маршрут троллейбуса был открыт 30 сентября 1975 года и связал Автовокзал с хлопчатобумажным комбинатом (ХБК) по пр. Карла Маркса. Маршрут проработал до 2004 года.
Маршрут № 3 появился в мае 1976 года и соединил центр города с посёлком Звёздный по пр. Победа Революции, с которого были сняты трамвайные пути. К концу того же года линия от Звёздного была продлена до ул. Шишкина и маршрут пошёл на ХБК. Маршрут закрыли в 2007 году.

### Маршрут № 2
Маршрут был открыт параллельно с первым, и связал Автовокзал с шахтой им. Газеты «Комсомольская Правда». Первоначально линия пролегала по пр. К.Маркса, но в 1976 году её перенесли на пр. Победа Революции. В следующем, 1977 году, линию от шахты продлили до Машиносчётной (Артем). Маршрут связывал центр города с Артемом, через ХБК, то есть не прямо, а окольными путями. Такой путь следования оказался непрактичным, и в 1983 маршрут был сокращён до отрезка ХБК-Артем. Маршрут закрыт в 1997 году.

### Маршрут № 4
Маршрут появился 23 августа 1979 года и соединил центр с заводом «Гидропривод». Стоит отметить, что данный маршрут работал весьма плохо, с настолько большими интервалами движения, что приходилось вывешивать расписание движения — редкий случай в работе троллейбуса в СССР. В 1993 маршрут был закрыт, однако в 1996 году маршрут открыли вновь. Но уже в 1997 году маршрут был закрыт окончательно.
Также необходимо упомянуть, что этот маршрут являлся кольцевым и де-юре делился на «левый» и «правый», но де-факто это использовалось редко. Направление движения определялось со слов пассажиров, и было не столь важным, ввиду малых пассажиропотоков вкупе с большими интервалами движения.

### Маршруты № 5 и 6
Пятый маршрут троллейбуса был открыт в 1980 году. Этот маршрут был ходил от ХБК до пос Артем ,огибая по одностороннему кольцу улицы одного жилого квартала  пос Артем по следующей схеме: поворот с ул Мичурина налево на пр. Ленинского комсомола до остановкт "Машиносчетная" далее направо по ул. Татаркина, далее направо по ул Искра, затем поворот на ул. Мичурина и далее на ХБК. Маршрут закрыли в 1983 году, в связи с сокращением второго маршрута.
Маршрут № 6 — введён в 1983, в качестве компенсации в центральной части города, в связи сокращением 2-го и отменой 5-го маршрутов. Маршрут проработал до 1985 года.

### Маршрут № 7
Долгожданный прямой маршрут из центра города на Артем был торжественно открыт в День шахтёра 1986 года. Несмотря на то, что административно Артем входил в состав города Шахты, географически он всегда оставался отдельным посёлком городского типа. Троллейбусная линия шла по шоссе и имела сугубо пригородный характер.
Изначально планировалось заменить на данном направлении автобусы на троллейбусы, но из-за нехватки подвижного состава эта цель так и не была достигнута. Поэтому троллейбусы ходили переполненными, вследствие высоких пассажиропотоков и больших интервалов в движении. Маршрут закрыли в 1997 году из-за дефицита подвижного состава.

## Маршруты
| №                 | Маршрут | Период работы               |
| ----------------- | --- | --------------------------- |
| 1                 | Автовокзал — просп. Карла Маркса — ХБК | 1975-2004                   |
| 2                 | Автовокзал — шахта им. Газеты «Комсомольская Правда» — Артём | 1975-1983                   |
|                   | ХБК — Артём | 1983-1997                   |
| 3                 | Автовокзал — просп. Победа Революции — ХБК | 1976-2007                   |
| 4 (правый, левый) | Завод «Гидропривод» — Центр (кольцевой) | 1979-1997                   |
| 5                 | ХБК — Артем (Машиносчетная) | 1980-1983                   |
| 6                 | Автовокзал — просп. Победа Революции — Звёздный | 1983-1985                   |
| 7                 | Автовокзал — просп. Победа Революции — Артём | 1986-1997                   |
| 8                 | ХБК — XX лет РККА-через "Швейную". Для этой цели был положен мост между остановками "СУМС" и "Швейная", который обвалился в начале декабря 1992 года, оборвав провода "семерки". | планировался, не реализован |
| 9                 | Автовокзал — пер. Комиссаровский — Артём | планировался, не реализован |

### Проектировавшиеся маршруты (2003 год)
- Маршрут № 4. Грушевский мост — Вещевой рынок (планировался как замена трамвайного маршрута)
- Маршрут № 5. Грушевский мост — Ж/Д Вокзал (планировался как замена трамвайного маршрута)
- Маршрут № 6. ХБК — Вещевой рынок (планировался после продления по новой линии)
- Маршрут № 7. ХБК — Ж/Д Вокзал (планировался после продления по новой линии)
- Маршрут № 8. Ж/Д Вокзал — Автовокзал (планировался после продления по новой линии)
- Маршрут № 9. Грушевский мост — Автовокзал (планировался по новой линии)
- Маршрут № 10. Воровского — Вещевой рынок (планировался по новой линии)

## Депо
Троллейбусное депо было открыто в 1975 году и разместилось на ул. Шишкина. Кстати, на территории депо находилось административное здание трамвайно-троллейбусного управления, а также вагоноремонтные мастерские. В 1997 году в части депо разместились трамваи; таким образом депо стало совмещённым. В 2001 депо снова стало только троллейбусным, а в 2007 году депо было закрыто. Сейчас на его месте расположены ОДЦ «Город будущего» и ЕРКЦ.

## Подвижной состав
Подвижной состав шахтинского троллейбуса состоял из троллейбусов марки ЗиУ-682. Город всегда испытывал нехватку подвижного состава, даже в 1990 году на балансе депо находилось около 40 троллейбусов, а в 1997 году парк сократили с 34 до 17 троллейбусов, то есть вдвое.
В 2000 года осталось 10 троллейбусов с бортовыми номерами: 10, 16, 21, 23, 25, 26, 28, 32, 33, 43.
В октябре 2007 года, на момент закрытия троллейбусного движения, в парке осталось 8 троллейбусов ЗиУ-ВМЗ-100, из которых 5 были на ходу.
В 2008 году три троллейбуса ЗиУ-ВМЗ-100 были проданы во Владикавказ.

## Интервал Движения
2000-2003    10 машин на 2 оставшихся маршрутах: 4 машины с интервалом +/-15 мин по маршруту 1; 6 машин с интервалом +/-10 мин по маршруту 3.

2004-2007   5 машин на 1 оставшемся маршруте 3 с интервалом +/-12 мин, между 7:30-21:00.